# Медицински тест
Медицински тест е медицинска процедура, извършвана за откриване, диагностициране или наблюдение на заболявания, болестни процеси, чувствителност или за определяне на курс на лечение. Медицинските тестове, като например физически и визуални прегледи, образна диагностика, генетични тестове, химически и клетъчни анализи, свързани с клиничната химия и молекулярната диагностика, обикновено се извършват в медицинска среда.

## Видове тестове

### По предназначение
Медицинските тестове могат да бъдат класифицирани според предназначението им, най-често срещаните от които са диагностика, скрининг и оценка.

#### Диагностични
Диагностичният тест е процедура, извършвана за потвърждаване или определяне на наличието на заболяване при лице, за което има съмнение, че страда от заболяване, обикновено след съобщаване на симптоми или въз основа на резултати от други медицински тестове. Това включва и посмъртно поставяне на диагноза. Примери за такива тестове са:
- Използване на нуклеарна медицина за изследване на пациент, за когото се подозира, че има лимфом.
- Измерване на кръвната захар при човек, за когото има съмнение, че има захарен диабет, след периоди на повишено уриниране.
- Вземане на пълна кръвна картина на лице с висока температура, за да се провери за бактериална инфекция.
- Наблюдение на показанията на електрокардиограма на пациент с болки в гърдите за диагностициране или определяне на евентуални сърдечни нередности.

#### Скрининг
Скринингът се отнася до медицински тест или серия от тестове, използвани за откриване или прогнозиране на наличието на заболяване при рискови индивиди в рамките на определена група, като например население, семейство или работна сила. Скринингът може да се извършва с цел наблюдение на разпространението на заболяването, управление на епидемиологията, подпомагане на превенцията или единствено за статистически цели.
Примери за скрининги включват измерване на нивото на TSH в кръвта на новородено дете като част от скрининга на новородено за вроден хипотиреоидизъм, проверка за рак на белия дроб при непушачи, които са изложени на пасивно пушене в нерегламентирана работна среда, и скрининг на Пап-мазка за превенция или ранно откриване на рак на маточната шийка.

#### Мониторинг
Някои медицински тестове се използват за проследяване на хода на лечението или на отговора към него.

### По метод
Повечето методи за изследване могат да бъдат класифицирани в една от следните големи групи:
- Наблюдения на пациента, които могат да бъдат фотографирани или записани
- Въпроси, задавани при снемане на медицинската история на лицето
- Тестове, извършени при физикален преглед
- Рентгенологични тестове, при които например се използват рентгенови лъчи, за да се формира изображение на обект от тялото. Тези тестове често включват прилагане на контрастно вещество.
- Ин виво диагностика, при която тестовете се извършват в тялото, като например:
  - Манометрия
  - Прилагане на диагностичен агент и измерване на реакцията на организма, както при теста за предизвикване на глутен, теста за стрес от контракции, теста за предизвикване на бронхи, теста за предизвикване на орална храна или теста за стимулиране на АКТХ.
- Ин витро диагностика, при която се изследва проба от тъкан или телесни течности, като например:
  - Течна биопсия
  - Микробиологично култивиране, което определя наличието или отсъствието на микроби в проба от тялото и обикновено е насочено към откриване на патогенни бактерии.
  - Генетично изследване
  - Ниво на кръвната захар
  - Изследване на чернодробната функция
  - Изследване на калций
  - Изследване на електролити в кръвта, като натрий, калий, креатинин и урея
- По място на пробата

Ин витро тестовете могат да бъдат класифицирани според местоположението на изследваната проба, включително:
Кръвни тестове
- - Тестове на урина, включително изследване на урината с невъоръжено око
  - Тестове на изпражнения, включително изследване на изпражненията с невъоръжено око
  - Слюнка (храчки), включително изследване на храчките с невъоръжено око

## Точност и прецизност
- Точност на лабораторния тест е съответствието му с истинската стойност. Точността се увеличава максимално чрез калибриране на лабораторното оборудване с референтен материал и чрез участие във външни програми за контрол на качеството.
- Прецизността на даден тест е неговата възпроизводимост при повторение върху една и съща проба. Непрецизният тест дава силно различаващи се резултати при повторно измерване. Прецизността се следи в лабораторията чрез използване на контролен материал.

## Откриване и количествено определяне
Тестовете, които се извършват при физическо изследване, обикновено имат за цел да открият симптом или признак и в тези случаи тест, който открива симптом или признак, се определя като положителен тест, а тест, който показва отсъствие на симптом или признак, се определя като отрицателен тест, както е описано в отделен раздел по-долу.Количественото определяне на целево вещество, тип клетка или друга специфична единица е обичаен резултат от повечето кръвни тестове например. Това е не само отговор дали целевата единица присъства или отсъства, но също така и колко е налична. При кръвните тестове количествената оценка е сравнително добре специфицирана, като например дадена в масова концентрация, докато при повечето други тестове може да има и количествени оценки, макар и по-слабо специфицирани, като например признак "много блед", а не "леко блед". По подобен начин радиологичните изображения са технически количествени оценки на радиологичната непрозрачност на тъканите.
Особено при снемането на анамнеза не съществува ясна граница между откриващ или количествен тест и по-скоро описателна информация за индивида. Например въпросите, свързани с професията или социалния живот на дадено лице, могат да се разглеждат като тестове, които могат да се разглеждат като положителни или отрицателни за наличието на различни рискови фактори, или могат да се разглеждат като "само" описателни, въпреки че последните могат да бъдат поне толкова важни от клинична гледна точка.

### Положителни или отрицателни
Резултатът от тест, целящ откриването на дадена единица, може да бъде положителен или отрицателен: това няма нищо общо с лоша прогноза, а по-скоро означава, че тестът е проработил или не и че определен параметър, който е бил оценен, е бил налице или не. Например отрицателен скринингов тест за рак на гърдата означава, че не са открити никакви признаци на рак на гърдата (което всъщност е много положително за пациента).
Класифицирането на тестовете на положителни или отрицателни дава бинарна класификация, с произтичащата от това възможност за извършване на байесовски измервания на вероятностите и ефективността на тестовете, включително изчисления на чувствителността и специфичността.

### Непрекъснати стойности
Тестовете, чиито резултати са с непрекъснати стойности, като например повечето кръвни стойности, могат да се интерпретират така, както са, или могат да се превърнат в двоични, като се определи гранична стойност, като резултатите от теста се определят като положителни или отрицателни в зависимост от това дали получената стойност е по-висока или по-ниска от граничната стойност.

## Тълкуване
При установяване на патогномоничен признак или симптом е почти сигурно, че целевото състояние е налице, а при липса на установен синусоидален признак или симптом е почти сигурно, че целевото състояние отсъства. В действителност обаче субективната вероятност за наличие на дадено състояние никога не е точно 100 % или 0 %, така че тестовете по-скоро имат за цел да оценят вероятността за наличие на състояние или друга същност след теста.
Повечето диагностични тестове основно използват референтна група, за да установят данни за ефективността, като например прогнозни стойности, съотношения на вероятност и относителни рискове, които след това се използват за тълкуване на вероятността след теста за дадено лице.
При тестовете за наблюдение на дадено лице резултатите от предишни тестове на това лице могат да се използват като референтни за интерпретиране на следващите тестове.

## Рискове
Някои процедури за медицински тестове са свързани с рискове за здравето и дори изискват обща анестезия, като например медиастиноскопията. Други тестове, като например кръвен тест или цитонамазка, имат малки или никакви преки рискове. Медицинските тестове могат да имат и косвени рискове, като например стресът от изследването, а като последващи действия при (потенциално) фалшиво положителен резултат от теста може да се наложат по-рискови изследвания. Консултирайте се с доставчика на здравни услуги (включително лекари, асистенти на лекари и медицински сестри), който предписва всеки тест, за допълнителна информация.

## Показания
Всеки тест има свои собствени показания и противопоказания. Индикацията е валидна медицинска причина за извършване на теста. Противопоказание е валидна медицинска причина да не се извършва тестът. Например основният тест за холестерол може да е показан (медицински подходящ) за човек на средна възраст. Въпреки това, ако същият тест е бил извършен на това лице съвсем наскоро, тогава наличието на предишния тест е противопоказание за теста (медицински валидна причина да не се извършва).
Информационното отклонение е когнитивното отклонение, което кара доставчиците на здравни услуги да поръчват тестове, които дават информация, която те реално не очакват или не възнамеряват да използват за вземане на медицинско решение. Медицинските тестове се назначават, когато информацията, която те дават, ще бъде използвана. Например скрининговата мамография не е показана (не е подходяща от медицинска гледна точка) за жена, която умира, защото дори да бъде открит рак на гърдата, тя ще умре, преди да започне лечението на рака.
Опростено казано, доколко даден тест е показан за дадено лице, зависи до голяма степен от неговата нетна полза за това лице. Тестовете се избират, когато очакваната полза е по-голяма от очакваната вреда. Нетната полза може да бъде приблизително оценена по следния начин:
{\displaystyle b_{n}=\Delta p\times r_{i}\times (b_{i}-h_{i})-h_{t}}
, където:
- bn е нетната полза от провеждането на теста
- Λp е абсолютната разлика между вероятността преди и след теста за състояния (като заболявания), които се очаква да бъдат постигнати с теста. Основен фактор за такава абсолютна разлика е силата на самия тест, като тя може да бъде описана например по отношение на чувствителността и специфичността или съотношението на вероятност. Друг фактор е вероятността преди теста, като по-ниската вероятност преди теста води до по-ниска абсолютна разлика, вследствие на което дори много мощни тестове постигат ниска абсолютна разлика за много малко вероятни състояния при даден индивид (като редки заболявания при липса на друг показателен знак), но от друга страна, дори тестове с ниска мощност могат да постигнат голяма разлика за силно подозирани състояния. Вероятностите в този смисъл може да се наложи да се разглеждат и в контекста на състояния, които не са основен обект на теста, като например профилно-относителни вероятности при диференциално диагностична процедура.
- ри е степента на това колко разлики във вероятностите се очаква да доведат до промени в интервенциите (например промяна от "без лечение" към "прилагане на нискодозово медицинско лечение"). Например, ако единственият очакван ефект от медицинското изследване е да направи едно заболяване по-вероятно в сравнение с друго, но двете заболявания имат еднакво лечение (или нито едно от тях не може да бъде лекувано), тогава, този коефициент е много нисък и изследването вероятно е без стойност за индивида в този аспект.
- bi е ползата от промените в интервенциите за индивида
- hi е вредата от промените в интервенциите за индивида, като например странични ефекти от медицинското лечение
- ht е вредата, причинена от самия тест.

Някои допълнителни фактори, които оказват влияние върху решението дали дадено медицинско изследване трябва да бъде извършено или не, включват: цената на изследването, наличието на допълнителни изследвания, потенциална намеса в последващо изследване (като например палпация на корема, която потенциално предизвиква чревна активност, чиито звуци пречат на последващото аускултиране на корема), времето, необходимо за изследването, или други практически или административни аспекти. Възможните ползи от даден диагностичен тест могат да бъдат съпоставени и с разходите за ненужни тестове и произтичащото от тях ненужно проследяване и евентуално дори ненужно лечение на случайните находки.
В някои случаи се очаква, че извършваните тестове няма да имат никаква полза за изследваното лице. За сметка на това резултатите могат да бъдат полезни за създаване на статистика с цел подобряване на здравните грижи за други лица. Пациентите могат да дадат информирано съгласие за провеждане на медицински тестове, които ще бъдат от полза за други хора.

## Очаквания на пациентите
В допълнение към съображенията за естеството на медицинските изследвания, отбелязани по-горе, други реалности могат да доведат до погрешни схващания и неоправдани очаквания сред пациентите. Те включват: Различните лаборатории имат различни нормални референтни диапазони; малко по-различни стойности ще се получат при повтаряне на даден тест; "нормалното" се определя от спектър по кривата на камбаната, получен в резултат на тестване на населението, а не от "рационални, научно обосновани физиологични принципи"; понякога тестовете се използват с надеждата да се открие нещо, което да даде на лекаря представа за естеството на дадено състояние; а образните тестове са обект на погрешно човешко тълкуване и могат да покажат "инциденталоми", повечето от които "са доброкачествени, никога няма да предизвикат симптоми и не изискват допълнителна оценка", въпреки че лекарите разработват насоки за вземане на решение кога да се поставят диагнози за инциденталоми.

## Стандарт за докладване и оценка
Налична е ревизия на QUADAS-2.

## Алтернативна медицина
- Алтернативна и комплементарна медицина
- Акупунктура
- Хиропрактика
- Хомеопатия